# Elitloppet 2025
Elitloppet 2025 är den 74:a upplagan av Elitloppet, som kördes söndagen den 25 maj 2025 på Solvalla i Stockholm.

## Upplägg och genomförande
Elitloppet är ett inbjudningslopp och varje år bjuds 16 hästar som utmärkt sig in till Elitloppet. Hästarna lottas in i två kvalheat, och de fyra bästa i varje försök går vidare till finalen som sker 2–3 timmar senare samma dag. Ju
bättre placering i kvalheatet, desto tidigare får hästens tränare välja startspår inför finalen. Samtliga tre lopp travas sedan 1965 över sprinterdistansen 1 609 meter (engelska milen) med autostart (bilstart). Inför 2022 års upplaga av Elitloppet höjdes förstapriset till 5 miljoner kronor, och kom därmed att bli världens mest penningstinna sulkylopp.
I Elitloppet får en och samma kusk köra en häst i endast ett kvalheat, en regel som infördes till 2018. Tidigare hade samma kusk kunnat köra i båda försöken för att sedan välja häst i finalen. Samma kusk ska köra hästen i både försök och final. Ägare, tränare, skötare och uppfödare kan fortfarande ha flera deltagande hästar.

### Direktkvalificering
I följande lopp blir vinnaren direktkvalificerad till Elitloppet:
| Lopp                      | Bana     | Distans | Grupp   |
| ------------------------- | -------- | ------- | ------- |
| Paralympiatravet          | Åby      | 2 140 m | Grupp 1 |
| Finlandialoppet           | Vermo    | 1 620 m | Grupp 1 |
| Meadow Roads Lopp         | Solvalla | 1 640 m | -       |
| H.K.H. Prins Daniels Lopp | Gävle    | 1 609 m | Grupp 2 |

### Andra lopp under Elitloppshelgen
Under Elitloppshelgen så körs det även V75-finaler, och V75-spel både lördag och söndag. Andra stora lopp under helgen är Harper Hanovers Lopp, Sweden Cup, Elitkampen, Fyraåringseliten, Treåringseliten, Fyraåringseliten för ston, Lady Snärts Lopp, Lärlingseliten och Montéeliten.

## Inbjudna hästar
| #  | Häst               | Efter          | Kön    | Ålder | Tränare               | Nationalitet | Kvalificering | Ref.   |
| -- | ------------------ | -------------- | ------ | ----- | --------------------- | ------------ | ------------- | ------ |
| 1  | Go On Boy          | Password       | Hingst | 9     | Romain Derieux        | Frankrike    | Inbjuden      | [ 6 ]  |
| 2  | Logan Park         | Archangel      | Valack | 7     | Robert Fellows        | Kanada       | Inbjuden      | [ 7 ]  |
| 3  | Borups Victory     | Googoo Gaagaa  | Hingst | 7     | Daniel Wäjersten      | Sverige      | Inbjuden      | [ 8 ]  |
| 4  | The Locomotive     | Muscle Mass    | Hingst | 5     | Brad Hewitt           | Australien   | Inbjuden      | [ 9 ]  |
| 5  | Francesco Zet      | Father Patrick | Hingst | 7     | Daniel Redén          | Sverige      | Inbjuden      | [ 10 ] |
| 6  | Etonnant           | Timoko         | Hingst | 11    | Richard Westerink     | Frankrike    | Inbjuden      | [ 11 ] |
| 7  | A Fair Day         | Maharajah      | Valack | 6     | Elisabeth Almheden    | Sverige      | Inbjuden      | [ 12 ] |
| 8  | Mellby Knekt       | Mellby Viking  | Valack | 6     | Timo Nurmos           | Sverige      | Inbjuden      | [ 13 ] |
| 9  | Mellby Jinx        | Ready Cash     | Valack | 7     | Daniel Wäjersten      | Sverige      | Inbjuden      | [ 14 ] |
| 10 | Don Fanucci Zet    | Hard Livin     | Hingst | 9     | Daniel Redén          | Sverige      | Inbjuden      | [ 15 ] |
| 11 | Always Ek          | Filipp Roc     | Hingst | 9     | Alessandro Gocciadoro | Italien      | Inbjuden      | [ 16 ] |
| 12 | Hohneck            | Royal Dream    | Hingst | 8     | Philippe Allaire      | Frankrike    | Inbjuden      | [ 17 ] |
| 13 | Hussard du Landret | Bird Parker    | Hingst | 8     | Benoît Robin          | Frankrike    | Inbjuden      | [ 18 ] |
| 14 | Charron            | Code Bon       | Hingst | 5     | Geir Vegard Gundersen | Norge        | Inbjuden      | [ 19 ] |
| 15 | Massimo Hoist      | Muscle Hill    | Hingst | 6     | Jukka Hakkarainen     | Finland      | Inbjuden      | [ 20 ] |
| 16 | Hooker Berry       | Booster Winner | Hingst | 8     | Franck Leblanc        | Frankrike    | Inbjuden      | [ 21 ] |

### Inbjudna hästar som tackat nej
| Häst             | Efter          | Kön    | Ålder | Tränare    | Nationalitet | Beskrivning                                         | Ref.   |
| ---------------- | -------------- | ------ | ----- | ---------- | ------------ | --------------------------------------------------- | ------ |
| Cobra Killer Gar | Readly Express | Valack | 7     | Erik Bondo | Italien      | Tackade nej då Cobra Killer Gar skadat sig i hagen. | [ 22 ] |

## Spårlottning
Spårlottningen till Elitloppet lottades direktsänt i TV12 den 18 maj 2024 klockan 17:30. Det lottades att heat röd kommer att köras som det första heatet.

### Kvalheat blå
| S | Häst               | Kusk                  | Tränare           | Land       |
| - | ------------------ | --------------------- | ----------------- | ---------- |
| 1 | Hohneck            | Gabriele Gelormini    | Philippe Allaire  | Frankrike  |
| 2 | Hooker Berry       | Nicolas Bazire        | Franck Leblanc    | Frankrike  |
| 3 | Don Fanucci Zet    | Paul-Philippe Ploquin | Daniel Redén      | Sverige    |
| 4 | Mellby Knekt       | Magnus A. Djuse       | Timo Nurmos       | Sverige    |
| 5 | Hussard du Landret | Benoît Robin          | Benoît Robin      | Frankrike  |
| 6 | Borups Victory     | Daniel Wäjersten      | Daniel Wäjersten  | Sverige    |
| 7 | The Locomotive     | Brad Hewitt           | Brad Hewitt       | Australien |
| 8 | Massimo Hoist      | Hannu Torvinen        | Jukka Hakkarainen | Finland    |

### Kvalheat röd
| S | Häst          | Kusk                   | Tränare               | Land      |
| - | ------------- | ---------------------- | --------------------- | --------- |
| 1 | Etonnant      | Anthony Barrier        | Richard Westerink     | Frankrike |
| 2 | Francesco Zet | Örjan Kihlström        | Daniel Redén          | Sverige   |
| 3 | Go On Boy     | Romain Derieux         | Romain Derieux        | Frankrike |
| 4 | Mellby Jinx   | Mats E. Djuse          | Daniel Wäjersten      | Sverige   |
| 5 | Logan Park    | Doug McNair            | Robert Fellows        | Kanada    |
| 6 | A Fair Day    | Oscar Ginman           | Elisabeth Almheden    | Sverige   |
| 7 | Charron       | Magnus Teien Gundersen | Geir Vegard Gundersen | Norge     |
| 8 | Always Ek     | Alessandro Gocciadoro  | Alessandro Gocciadoro | Italien   |

### Finallottning
| S | Häst            | Kusk                  | Tränare            | Land      |
| - | --------------- | --------------------- | ------------------ | --------- |
| 1 | Mellby Jinx     | Mats E. Djuse         | Daniel Wäjersten   | Sverige   |
| 2 | Don Fanucci Zet | Paul-Philippe Ploquin | Daniel Redén       | Sverige   |
| 3 | Borups Victory  | Daniel Wäjersten      | Daniel Wäjersten   | Sverige   |
| 4 | Go On Boy       | Romain Derieux        | Romain Derieux     | Frankrike |
| 5 | Hohneck         | Gabriele Gelormini    | Philippe Allaire   | Frankrike |
| 6 | A Fair Day      | Oscar Ginman          | Elisabeth Almheden | Sverige   |
| 7 | Francesco Zet   | Örjan Kihlström       | Daniel Redén       | Sverige   |
| 8 | Massimo Hoist   | Hannu Torvinen        | Jukka Hakkarainen  | Finland   |

## Resultat

### Kvalheat 1
| P | S | Häst          | Kusk                   | Tränare               | Land      | Odds  | Tid    |
| - | - | ------------- | ---------------------- | --------------------- | --------- | ----- | ------ |
| 1 | 4 | Mellby Jinx   | Mats E. Djuse          | Daniel Wäjersten      | Sverige   | 5,43  | 1.08,8 |
| 2 | 3 | Go On Boy     | Romain Derieux         | Romain Derieux        | Frankrike | 3,57  | 1.09,0 |
| 3 | 6 | A Fair Day    | Oscar Ginman           | Elisabeth Almheden    | Sverige   | 20,05 | 1.09,1 |
| 4 | 2 | Francesco Zet | Örjan Kihlström        | Daniel Redén          | Sverige   | 2,15  | 1.09,1 |
| 5 | 7 | Charron       | Magnus Teien Gundersen | Geir Vegard Gundersen | Norge     | 46,32 | 1.09,2 |
| 6 | 1 | Etonnant      | Anthony Barrier        | Richard Westerink     | Frankrike | 20,73 | 1.09,5 |
| 7 | 8 | Always Ek     | Alessandro Gocciadoro  | Alessandro Gocciadoro | Italien   | 33,39 | 1.09,7 |
| 8 | 5 | Logan Park    | Doug McNair            | Robert Fellows        | Kanada    | 10,06 | 1.09,9 |

### Kvalheat 2
| P | S | Häst               | Kusk                  | Tränare           | Land       | Odds  | Tid     |
| - | - | ------------------ | --------------------- | ----------------- | ---------- | ----- | ------- |
| 1 | 3 | Don Fanucci Zet    | Paul-Philippe Ploquin | Daniel Redén      | Sverige    | 4,03  | 1.10,1  |
| 2 | 6 | Borups Victory     | Daniel Wäjersten      | Daniel Wäjersten  | Sverige    | 2,70  | 1.10,3  |
| 3 | 1 | Hohneck            | Gabriele Gelormini    | Philippe Allaire  | Frankrike  | 6,00  | 1.10,4  |
| 4 | 8 | Massimo Hoist      | Hannu Torvinen        | Jukka Hakkarainen | Finland    | 47,65 | 1.10,5  |
| 5 | 5 | Hussard du Landret | Benoît Robin          | Benoît Robin      | Frankrike  | 12,33 | 1.10,7g |
| 6 | 7 | The Locomotive     | Brad Hewitt           | Brad Hewitt       | Australien | 31,45 | 1.10,7  |
| 7 | 2 | Hooker Berry       | Nicolas Bazire        | Franck Leblanc    | Frankrike  | 8,89  | 1.10,9  |
| 8 | 4 | Mellby Knekt       | Magnus A. Djuse       | Timo Nurmos       | Sverige    | 6,76  | 5g      |

### Finalheat
| P | S | Häst            | Kusk                  | Tränare            | Land      | Odds  | Tid    |
| - | - | --------------- | --------------------- | ------------------ | --------- | ----- | ------ |
| 1 | 4 | Go On Boy       | Romain Derieux        | Romain Derieux     | Frankrike | 3,35  | 1.08,4 |
| 2 | 2 | Don Fanucci Zet | Paul-Philippe Ploquin | Daniel Redén       | Sverige   | 8,55  | 1.08,9 |
| 3 | 5 | Hohneck         | Gabriele Gelormini    | Philippe Allaire   | Frankrike | 13,05 | 1.08,9 |
| 4 | 6 | A Fair Day      | Oscar Ginman          | Elisabeth Almheden | Sverige   | 24,92 | 1.09,3 |
| 5 | 3 | Borups Victory  | Daniel Wäjersten      | Daniel Wäjersten   | Sverige   | 3,44  | 1.09,4 |
| 6 | 8 | Massimo Hoist   | Hannu Torvinen        | Jukka Hakkarainen  | Finland   | 40,97 | 1.09,4 |
| 7 | 1 | Mellby Jinx     | Mats E. Djuse         | Daniel Wäjersten   | Sverige   | 5,15  | 1.09,9 |
| d | 7 | Francesco Zet   | Örjan Kihlström       | Daniel Redén       | Sverige   | 7,27  | 7g     |